# زندگی خصوصی (مجموعه تلویزیونی)
زندگی خصوصی (انگلیسی: Private Lives؛‏ کره‌ای: 사생활) یک مجموعهٔ تلویزیونی محصول کره جنوبی سال ۲۰۲۰ با بازی سوهیون، گو کیونگ پیو و کیم هیو جین است. این مجموعه از ۷ اکتبر تا ۲۶ نوامبر ۲۰۲۰ روزهای چهارشنبه و پنجشنبه ساعت ۲۱:۳۰ (کی‌اس‌تی) از شبکهٔ جی‌تی‌بی‌سی پخش شد و استریم در نتفلیکس قابل دسترسی است.

## خلاصه داستان
این مجموعه حول محور گروهی از کلاهبرداران می‌چرخد که به‌طور تصادفی به اطلاعات محرمانه‌ای دست می‌یابند که می‌تواند به کشور آسیب بزند. آن‌ها با استفاده از مهارت‌ها و روش‌های فریبکاری خود، با یک کنگلومرای بزرگ روبه‌رو می‌شوند تا یک «زندگی خصوصی» مهم را فاش کنند.

## بازیگران

### اصلی
- سوهیون در نقش چا جو اون
- گو کیونگ پیو در نقش لی جونگ هوان
- کیم هیو جین در نقش جونگ بوک گی / سوفیا چونگ

## تولید
این مجموعه نخستین نقش‌آفرینی گو کیونگ پیو پس از پایان خدمت سربازی‌اش در ژانویه ۲۰۲۰ به‌شمار می‌رود و همچنین بازگشت کیم هیو جین به تلویزیون پس از ۸ سال محسوب می‌شود.
نخستین جلسه فیلم‌نامه خوانی در آوریل ۲۰۲۰ در ساختمان جی‌تی‌بی‌سی واقع در سانگام‌دونگ، سئول، کره جنوبی برگزار شد.
این مجموعه قرار بود در ابتدا در ۱۶ سپتامبر ۲۰۲۰ پخش شود، اما به دلیل دنیاگیری کووید-۱۹ به ۷ اکتبر همان سال موکول شد.